# Tselina
Tselina (bulgariska: Целина) är ett distrikt i Bulgarien.   Det ligger i kommunen Obsjtina Tjirpan och regionen Stara Zagora, i den centrala delen av landet, 190 km öster om huvudstaden Sofia.
Trakten runt Tselina består till största delen av jordbruksmark. Runt Tselina är det ganska tätbefolkat, med 108 invånare per kvadratkilometer.